# Liangshan (Sichuan)
Liangshan (Forenklet kinesisk: 凉山; traditionel kinesisk: 涼山; pinyin: Liángshān) er et autonomt præfektur for yi-folket og ligger i den sydvestlige del af den kinesiske provins Sichuan. Liangshan har et areal på 60.423 km² og 4.480.000 indbyggere (2007). Hovedstaden er Xichang (西昌市).

## Administrative enheder
Det autonome præfektur Liangshan har jurisdiktion over et byamt (市 shì), 15 amter (县 xiàn) og et autonomt amt (自治县 zìzhìxiàn).
| Kort                | Kort                   | Kort           | Kort                  | Kort                   | Kort        | Kort      |
| ------------------- | ---------------------- | -------------- | --------------------- | ---------------------- | ----------- | --------- |
| Kort over Liangshan |                        |                |                       |                        |             |           |
| #                   | Navn                   | Hanzi          | Pinyin                | Befolkning (2004 est.) | Areal (km²) | Indb./km² |
| Byamter             |                        |                |                       |                        |             |           |
| 1                   | Xichang                | 西昌市         | Xīchāng Shì           | 580.000                | 2.655       | 218       |
| Amter               |                        |                |                       |                        |             |           |
| 2                   | Yanyuan                | 盐源县         | Yányuán Xiàn          | 330.000                | 8.388       | 39        |
| 3                   | Dechang                | 德昌县         | Déchāng Xiàn          | 190.000                | 2.284       | 83        |
| 4                   | Huili                  | 会理县         | Huìlǐ Xiàn            | 440.000                | 4.527       | 97        |
| 5                   | Huidong                | 会东县         | Huìdōng Xiàn          | 370.000                | 3.227       | 115       |
| 6                   | Ningnan                | 宁南县         | Níngnán Xiàn          | 180.000                | 1.667       | 108       |
| 7                   | Puge                   | 普格县         | Pǔgé Xiàn             | 140.000                | 1.905       | 73        |
| 8                   | Butuo                  | 布拖县         | Bùtuō Xiàn            | 140.000                | 1.685       | 83        |
| 9                   | Jinyang                | 金阳县         | Jīnyáng Xiàn          | 150.000                | 1.587       | 95        |
| 10                  | Zhaojue                | 昭觉县         | Zhāojué Xiàn          | 230.000                | 2.699       | 85        |
| 11                  | Xide                   | 喜德县         | Xǐdé Xiàn             | 150.000                | 2.206       | 68        |
| 12                  | Mianning               | 冕宁县         | Miǎnníng Xiàn         | 340.000                | 4.423       | 77        |
| 13                  | Yuexi                  | 越西县         | Yuèxī Xiàn            | 270.000                | 2.257       | 120       |
| 14                  | Ganluo                 | 甘洛县         | Gānluò Xiàn           | 190.000                | 2.156       | 88        |
| 15                  | Meigu                  | 美姑县         | Měigū Xiàn            | 190.000                | 2.573       | 74        |
| 16                  | Leibo                  | 雷波县         | Léibō Xiàn            | 240.000                | 2.932       | 82        |
| Autonome amter      |                        |                |                       |                        |             |           |
| 17                  | Muli (For tibetanerne) | 木里藏族自治县 | Mùlǐ Zàngzú Zìzhìxiàn | 130.000                | 13.252      | 10        |

## Etnisk befolkningssammensætning (2000)
Ved folketællingen i 2000 havde Liangshan 4.081.697 indbyggere (befolkningstæthet: 67,55 indb./km²).
| Folkegruppe | Indbyggere | Andel  |
| ----------- | ---------- | ------ |
| Hankinesere | 2.121.231  | 51,97% |
| Yi          | 1.813.683  | 44,43% |
| Tibetanere  | 60.679     | 1,49%  |
| Mongoler    | 27.277     | 0,67%  |
| Huikinesere | 18.385     | 0,45%  |
| Miao        | 11.912     | 0,29%  |
| Lisu        | 9.121      | 0,22%  |
| Bouyei      | 5.459      | 0,13%  |
| Naxi        | 5.199      | 0,13%  |
| Andre       | 8.751      | 0,22%  |

## Xichang
Præfekturets hovedstad, Xichang, fungerede som Republikken Kinas hovedstad under den kinesiske borgerkrig fra 27. december 1949 og til 27. marts 1950, da Taipei på Taiwan overtog denne rolle.
27°53′24″N 102°15′48″Ø / 27.89°N 102.26343°Ø